# Rezerwat przyrody Chwaniów
Rezerwat przyrody Chwaniów – rezerwat przyrody znajdujący się na terenie gminy Ustrzyki Dolne, powiat bieszczadzki, w województwie podkarpackim.
- numer według rejestru wojewódzkiego: 56
- powierzchnia: 354,69 ha[1] (akt powołujący podawał 354,47 ha)
- dokument powołujący: M.P. z 1996 r. nr 75, poz. 675, zmieniony przez: Dz. Urz. Woj. Podkarpackiego 03.110.1680
- rodzaj rezerwatu: leśny[1]

- typ rezerwatu – fitocenotyczny

- podtyp rezerwatu – zbiorowisk leśnych

- typ ekosystemu – leśny i borowy

- podtyp ekosystemu – lasów górskich i podgórskich

- przedmiot ochrony (według aktu powołującego): dobrze wykształcona reglowa buczyna karpacka

Rezerwat znajduje się na terenie Parku Krajobrazowego Gór Słonnych, na północno-wschodnich stokach pasma gór Chwaniów.